# Kriegsverdienstkreuz für Frauen und Jungfrauen (Braunschweig)
Das Kriegsverdienstkreuz für Frauen und Jungfrauen wurde am 13. September 1917 von Herzog Ernst August von Braunschweig als Belohnung für Verdienste um den Krieg gestiftet.
Das Ordenszeichen ist ein Bronzekreuz. Auf den Kreuzarmen steht von oben nach unten Für aufopfernde Dienste im Kriege. Rückseitig in der Mitte die Jahreszahl 1914. Zwischen den Kreuzarmen ein kreisförmiger von diesen unterbrochener Reif. Darauf sind abwechselnd die verschlungenen Initialen EA (Ernst August) und VL (Viktoria Luise) zu sehen. Die vier Teile des Reifs sind von einer plastischen Fürstenkrone überragt.
Die Auszeichnung wurde zur Schleife an einem schwefelgelben Band mit zwei dunkelblauen Rand- und einem Mittelstreifen getragen.